# Palmachim
Palmachim (hebrejsky פַּלְמַחִים, v oficiálním přepisu do angličtiny Palmahim) je vesnice typu kibuc v Izraeli, v Centrálním distriktu, v Oblastní radě Gan Rave.

## Geografie
Leží v nadmořské výšce 17 metrů v hustě osídlené a zemědělsky intenzivně využívané pobřežní nížině, při ústí řeky Nachal Sorek, na písečných dunách, které lemují pobřeží, na kterých se tu rozkládá Národní park Chof Palmachim.
Obec se nachází na břehu Středozemního moře, cca 17 kilometrů jihojihovýchodně od centra Tel Avivu, cca 52 kilometrů severozápadně od historického jádra Jeruzalému a 10 kilometrů jihozápadně od města Rišon le-Cijon. Jižně od obce se rozkládá letecká základna Palmachim. Leží na jižním okraji aglomerace Tel Avivu. Palmachim obývají Židé, přičemž osídlení v tomto regionu je etnicky převážně židovské.
Palmachim je na dopravní síť napojen pomocí místní silnice číslo 4311. Východně od vesnice ji míjí dálnice číslo 4.

## Dějiny
Palmachim byl založen v roce 1949. Konkrétně 11. dubna 1949. Jeho zakladateli byli bývalí členové jednotek Palmach. Šlo o součást osidlovací vlny, jejímž cílem bylo založit na pobřeží Středozemního moře souvislý řetězec židovských sídel. Zakladatelská skupina sestávala z 85 lidí. Kibuc byl zřízen na počest 17 členů jednotek Palmach, kteří zemřeli během války za nezávislost. Zpočátku se hospodaření kibucu orientovalo na rybolov a těžbu písku. Postupně se tu rozvíjela i rostlinná výroba a také průmysl (produkce stavebních materiálů a panelů).
Ve vesnici sídlí vojensko-osadnické oddíly Nachal. Funguje tu muzeum Bejt Mirjam zaměřené na pravěké a starověké archeologické nálezy z tohoto regionu. Dále je tu společná jídelna, zdravotní a zubní ordinace a na pláži malá restaurace.

## Demografie
Podle údajů z roku 2014 tvořili naprostou většinu obyvatel v Palmachim Židé - cca 500 osob (včetně statistické kategorie "ostatní", která zahrnuje nearabské obyvatele židovského původu ale bez formální příslušnosti k židovskému náboženství, cca 600 osob).
Jde o menší obec vesnického typu s dlouhodobě kolísající populací. K 31. prosinci 2014 zde žilo 560 lidí. Během roku 2014 populace stoupla o 12,7 %.
| Rok            | 1961 | 1972 | 1983 | 1995 | 2001 | 2003 | 2004 | 2005 | 2006 | 2007 | 2008 | 2009 | 2010 | 2011 | 2012 | 2013 | 2014 |
| -------------- | ---- | ---- | ---- | ---- | ---- | ---- | ---- | ---- | ---- | ---- | ---- | ---- | ---- | ---- | ---- | ---- | ---- |
| Počet obyvatel | 184  | 307  | 387  | 433  | 450  | 412  | 401  | 385  | 349  | 321  | 326  | 438  | 445  | 478  | 485  | 497  | 560  |